# Flåtjärnen (Ovikens socken, Jämtland, 698608-141584)
Flåtjärnen är en sjö i Bergs kommun i Jämtland och ingår i Indalsälvens huvudavrinningsområde.